# 牧野伸康
牧野 伸康（まきの のぶやす、1961年 - ）は、日本の造形作家。東京都出身。武蔵野美術短期大学卒業。

## 概要

### イラストモデラー
大学卒業後装飾菓子会社のデザイン部へ就職し、砂糖菓子のデザイン等の業務に従事する。その後フリーになり、立体模型の製作を行うようになる。1990年代には、「イラストを描く感覚でモデリングする」という自らの感覚から、職業を「イラストモデラー」と称する。
スーパーファミコンのゲーム、「MOTHER2 ギーグの逆襲」にて、ゲームモンスターの立体造形を一部担当している。

### 漫画家時代
漫画家・桜玉吉とは東京都立芸術高等学校時代からの友人であり、桜のアシスタントを務めていた時期がある。『しあわせのかたち』をはじめ、主に彩色を担当している。桜の日記漫画には頭にキノコを生やした「ちょりそのぶ」というキャラクターとしてしばしば登場する。アシスタントをしつつ玉吉のマンガをほとんど読まないという荒技をやってのけることがある（正確に言えば、読んではいるがすぐに忘れ憶えていない）。ファミコン通信での禁断の秘技コーナーで時折みられた秘技解説漫画は彼の手によっていた。